# Zolio

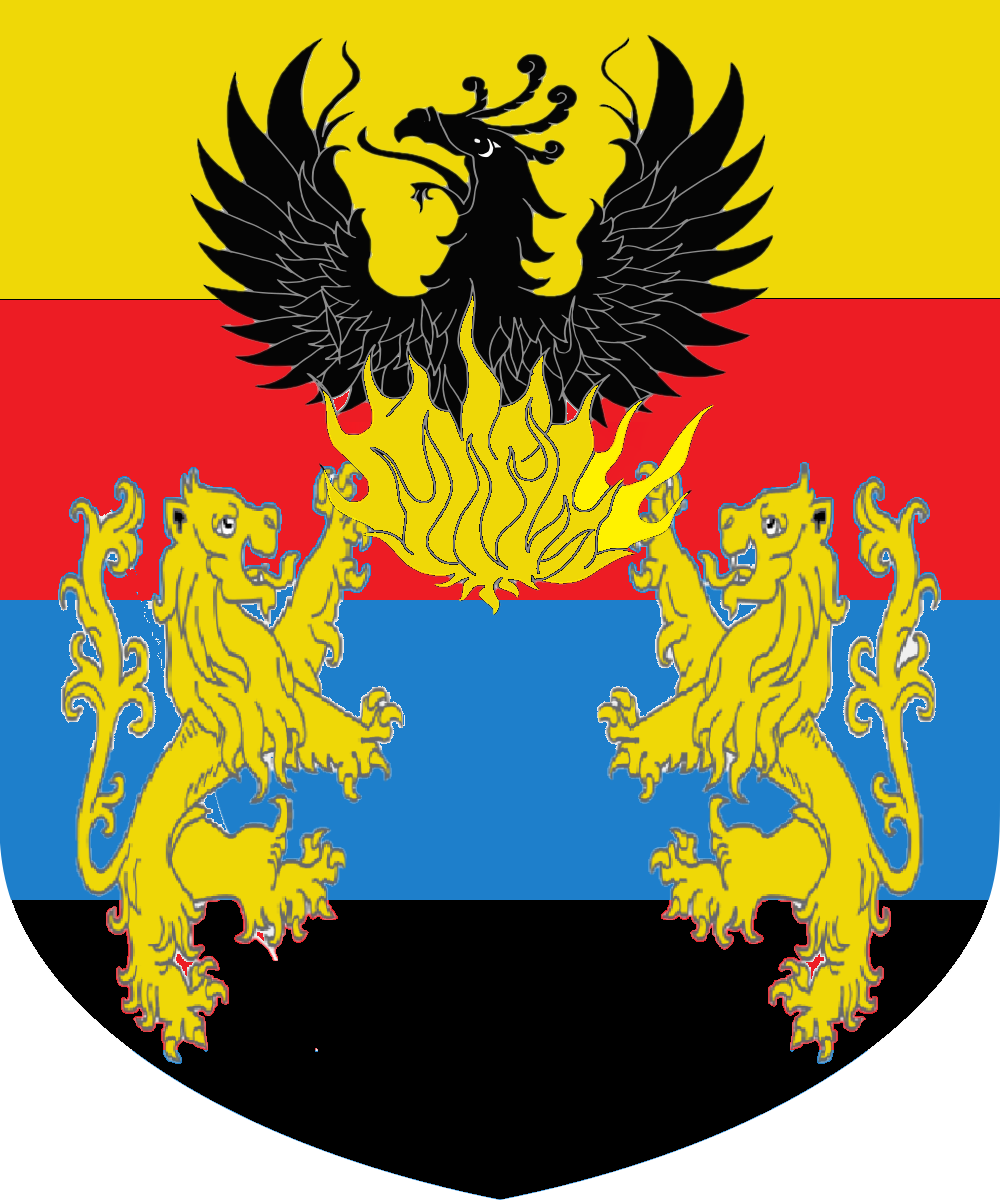
Stemma degli Zolio

Gli Zolio (talvolta anche Zollio o Zollo) furono una famiglia aristocratica patrizia veneziana, annoverata fra le cosiddette Case fatte per soldo.

## Storia
La tradizione afferma che questa famiglia fosse originaria di Bergamo.
I fratelli Giovanni, Antonio e Girolamo Zolio, trasferitisi in laguna, vi praticarono per lungo tempo il commercio dell'olio e dei salumi. Possedevano una propria bottega in riva dell'oglio a San Cassiano (sestiere San Polo), all'Insegna della Fenice, e pare gestissero la propria piccola impresa in prima persona, vendendo «loro stessi con le proprie mani la propria mercanzia». A quell'epoca, sembra che gli Zolio risiedessero a San Stae, in sestiere Santa Croce.
Arricchitisi considerevolmente tramite la propria attività commerciale, gli Zolio furono in grado di versare alle casse della Repubblica (allora impegnata nella guerra di Candia contro i Turchi) i centomila ducati previsti per l'aggregazione al patriziato cittadino. Le votazioni per la ratifica del loro ingresso in seno al corpo patrizio avvennero il 21 marzo 1656, e si risolsero favorevolmente sia in Senato (123 a favore, 32 contrari, 21 astenuti) sia in Maggior Consiglio (707 a favore, 244 contrari, 34 astenuti).
Al 1780, questa casa era ristretta a un solo patrizio, coniugatosi l'anno precedente con la nobildonna Maria di Lorenzo Contarini. Nel 1797, anno della caduta della Serenissima, gli Zolio compaiono tra le famiglie ancora presenti in Maggior Consiglio.

## Membri illustri
- Marcantonio Zolio († 1702), ecclesiastico, fu vescovo di Crema dal 1684 alla sua morte.
- Ottavio Zollio († 1832), ecclesiastico, fu prima vescovo di Pesaro, e di Rimini dal 1824 alla sua morte.

## Luoghi e architetture
- Palazzo Zolio, a Mira.